# Megalographa biloba
Megalographa biloba is een vlinder uit de familie uilen (Noctuidae). De wetenschappelijke naam is voor het eerst geldig gepubliceerd in 1830 door Stephens.
De soort komt voor in Europa.